# 儋耳郡
儋耳郡，中國古郡名。西漢元封元年（前110年）置，漢昭帝時併入珠崖郡。東漢初年復置，尋廢。隋时復置。唐初改為儋州。

## 郡名起源
儋耳為海南島的古部族名。儋，一作聸。《说文解字》耳部：“聸，垂耳也。从耳詹聲。南方有聸耳之國。”楊孚《異物志》：“儋耳，南方夷。生則鏤其頰皮，連耳匡，分為數支，狀如雞腸，纍纍下垂至肩。”《山海經》海內南經作“離耳”，郭璞注：“鎪離其耳，分令下垂以為飾，即儋耳也。”

## 建置沿革

### 兩漢
汉武帝元鼎六年（前111年）平南越國，又渡海征服了海南島，次年在島上設立珠崖、儋耳二郡。儋耳郡治在儋耳縣，其地在今海南省儋州市一帶。共領五縣。武帝、昭帝之際，儋耳、珠崖兩郡合計有23000餘戶。昭帝始元五年（前82年），儋耳郡併入珠崖郡。初元三年（前46年），漢元帝採納賈捐之的建議，“颛颛独居一海之中，雾露气湿，多毒草、虫蛇、水土之害；人未见虏，战士自死。……臣愚以为非冠带之国，《禹贡》所及，《春秋》所治，皆可且无以为。愿遂弃珠厓，专用恤关东为忧！”，廢棄珠崖郡。
西漢儋耳郡領縣今可考者有三：
- 儋耳縣
- 至來縣
- 九龍縣

東漢光武帝時復置儋耳郡。明帝永平十年（67年），“儋耳降附”，以丹陽郡人僮尹為儋耳太守，不久遷交趾刺史。在漢順帝之前再次廢郡。

### 隋唐
隋大業六年（610年）復置儋耳郡，其領縣可考者有義倫縣、毗善縣、吉安縣、昌化縣、感恩縣，郡治在義倫縣（漢代儋耳縣故城）。其地在今儋州市、昌江縣、東方市、樂東縣一帶。唐武德五年（622年）改儋耳郡為儋州，領義倫、昌化、感恩、富羅（隋之毗善縣）四縣。貞觀元年（627年）析置普安縣。天寶元年（742年）改儋州為昌化郡。乾元元年（758年）復為儋州。